# Филозићи
Филозићи (хрв. Filozići) су насељено место у саставу града Црес, на острву Црес, Приморско-горанска жупанија, Хрватска.

## Историја
До територијалне реорганизације у Хрватској били су у саставу старе општине Црес-Лошињ.

## Становништво
У попису становништва из 2011. године, Филозићи су имали 6 становника.
| Број становника према пописима | Број становника према пописима | Број становника према пописима | Број становника према пописима | Број становника према пописима | Број становника према пописима | Број становника према пописима | Број становника према пописима | Број становника према пописима | Број становника према пописима | Број становника према пописима | Број становника према пописима | Број становника према пописима | Број становника према пописима | Број становника према пописима | Број становника према пописима |
| ------------------------------ | ------------------------------ | ------------------------------ | ------------------------------ | ------------------------------ | ------------------------------ | ------------------------------ | ------------------------------ | ------------------------------ | ------------------------------ | ------------------------------ | ------------------------------ | ------------------------------ | ------------------------------ | ------------------------------ | ------------------------------ |
| 1857                           | 1869                           | 1880                           | 1890                           | 1900                           | 1910                           | 1921                           | 1931                           | 1948                           | 1953                           | 1961                           | 1971                           | 1981                           | 1991                           | 2001                           | 2011                           |
| 81                             | 81                             | 92                             | 82                             | 97                             | 98                             | 0                              | 0                              | 80                             | 41                             | 23                             | 8                              | 11                             | 8                              | 4                              | 6                              |

Напомена: Исказано под именом Филосић 1869. и 1880. и Филошићи од 1890. до 1910. Године 1921. и 1931. подаци су садржани у насељу Драгозетићи. Садржи податке за насеље Порозина 1981. и 1991. Године 2001. смањен издвајањем села Порозина.